# Nicolas Luckner
Nicolas Luckner (ur. 12 stycznia 1722 w Cham w Bawarii, zm. 4 stycznia 1794 w Paryżu) – francuski wojskowy, generał pochodzenia niemieckiego; marszałek Francji.
Syn podskarbiego Samuela Lucknera z Cham. W 1784 dopuszczony do stanu książęcego w Danii. W 1763 opuścił służbę w Hanowerze i rozpoczął służbę we Francji jako generał porucznik. W 1778 został baronem, a w 1784 hrabią. Po nadejściu rewolucji francuskiej został początkowo przydzielony do 7 i 8 dywizji wojskowej w 1791, wysłał Zgromadzeniu Narodowemu przysięgę wierności. W grudniu tego samego roku został mianowany głównodowodzącym Armii Renu i mianowany marszałkiem Francji. W marcu 1792 został odznaczony Wielkim Krzyżem Świętego Ludwika, a następnie w maju został wysłany na stanowisko dowódcy Armii Północy. W październiku 1793 został aresztowany za zdradę i przewieziony do Paryża, osądzony przez Trybunał Rewolucyjny, a następnie zgilotynowany 4 stycznia 1794.
W 1777 został kawalerem Orderu Orła Białego.

## Literatura
- Engelbert Schwarzenbeck: Graf Luckner, Buchreihe der Mittelbayerischen Zeitung, 1993, ISBN 3-927529-38-9.